# Vehkasaari (ö i Norra Savolax, Varkaus, lat 62,45, long 27,85)
Vehkasaari är en ö i Finland. Den ligger i sjön Unnukka och i kommunen Leppävirta i den ekonomiska regionen  Varkaus ekonomiska region  och landskapet Norra Savolax, i den sydöstra delen av landet, 290 km nordost om huvudstaden Helsingfors. Öns area är 76 hektar och dess största längd är 2 kilometer i sydöst-nordvästlig riktning.